# Grillo-Theater

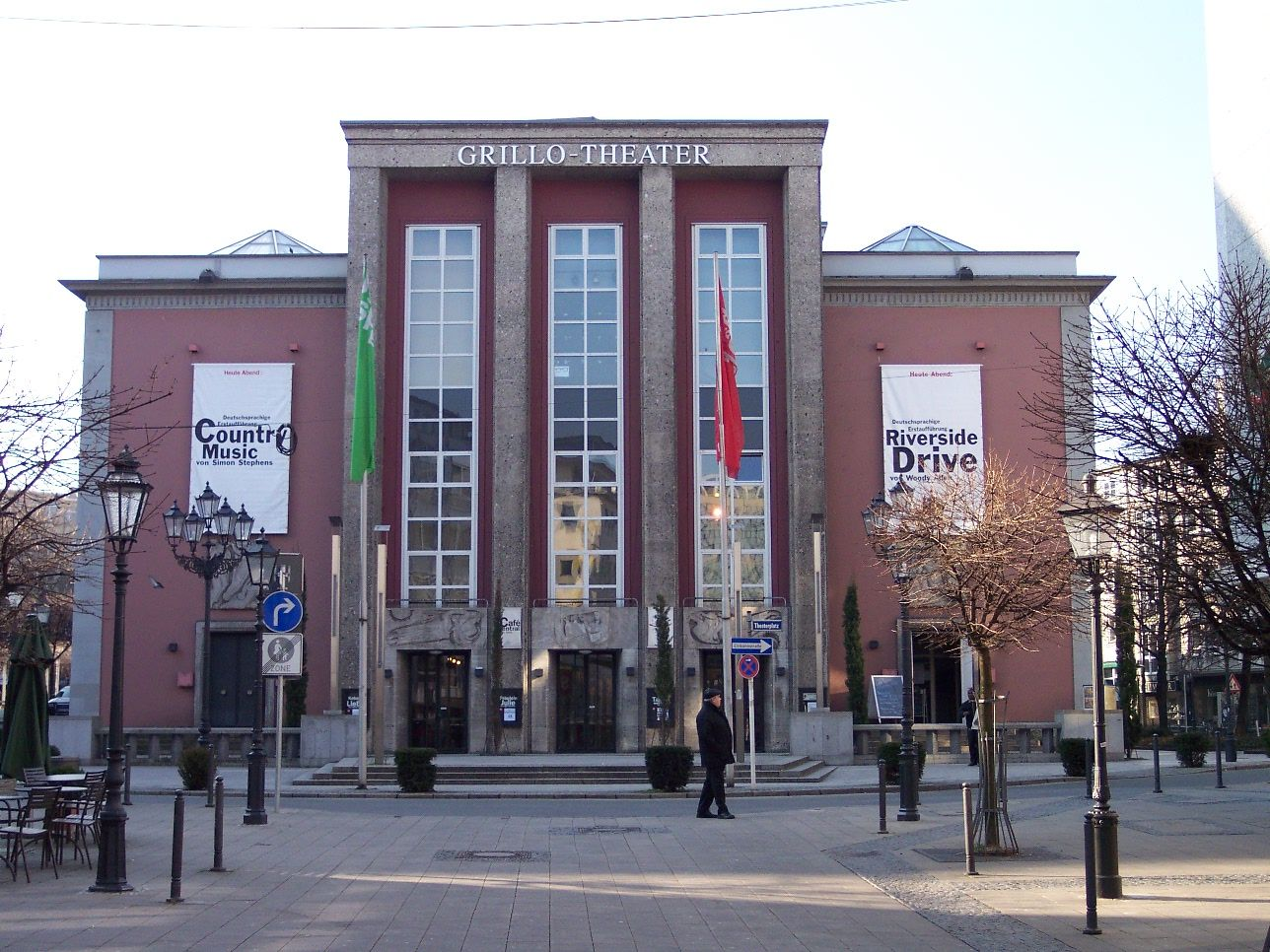

Grillo-Theater i Essen är en av Ruhrområdets äldsta teatrar och öppnades 1892. Den har fått sitt namn efter industrialisten Friedrich Grillo som finansierade byggandet. Teatern följdes under 1920-talet av teatern Folkwangschule och 1988 av Aalto-Theater.